# Бильдербергский клуб
Бильдербергский клуб (англ. Bilderberg Club, также Бильдербергская группа, Бильдербергская конференция или Бильдербергская встреча) — ежегодный закрытый форум, созданный в 1954 году для развития диалога между Европой и Северной Америкой. Повестка дня, первоначально направленная на предотвращение новой мировой войны, теперь определяется как укрепление консенсуса в отношении свободного рыночного западного капитализма и его интересов во всем мире. В число участников входят политические деятели, члены королевских домов, бизнесмены, эксперты в области промышленности и финансов, представители научных кругов и средств массовой информации, число которых составляет от 120 до 150 человек. Все участники допускаются исключительно на основе приглашений. Участники имеют право использовать информацию, полученную на конференции, но не раскрывать кому конкретному она принадлежит (известное как правило Чатем-Хауса).

## История
Первая конференция прошла в отеле «Бильдерберг» в Остербеке, Нидерланды, с 29 по 31 мая 1954 года. Одним из инициаторов мероприятия был польский политик в изгнании Джозеф Ретингер, обеспокоенный ростом антиамериканизма в Западной Европе. Он предложил провести международную конференцию, на которой собрались бы лидеры европейских стран и США с целью продвижения атлантизма — лучшего взаимопонимания между культурами Соединенных Штатов и Западной Европы для развития сотрудничества по политическим, экономическим и оборонным вопросам. В первой конференции приняли участие 50 делегатов из 11 стран Западной Европы, а также 11 американцев.
До 1975 года председателем конференции был принц Бернард Нидерландский. Нынешним председателем является французский бизнесмен Анри де Кастри. С 1954 года конференция проводилась каждый год, кроме 1976 года, когда она была отменена из-за Локхидского скандала с участием принца Бернарда, и в 2020 и 2021 годах из-за пандемии COVID-19. 18-21 мая 2023 года в Лиссабоне состоялась 69-я конференция, в которой приняли участие около 130 участников из 23 стран.

## Заседания клуба
Заседания клуба проходят по особым приглашениям и не афишируются; даты их созыва в печати не оглашаются. Встречи организует руководящий комитет, в который входят по два члена от каждой из примерно 18 стран. Официальные должности включают председателя и почетного генерального секретаря.
Организацию совещаний и безопасность участников обеспечивает та страна, на территории которой собираются билдербергеры — так их стали именовать по названию отеля «Билдерберг» в голландском городе Остербеке, где в мае 1954 года состоялось первое заседание клуба. На встречи не допускаются посторонние, отсутствует пресса. Отчёты о проведённых встречах, обсуждаемых вопросах и принятых решениях не публикуются.

## Участники клуба

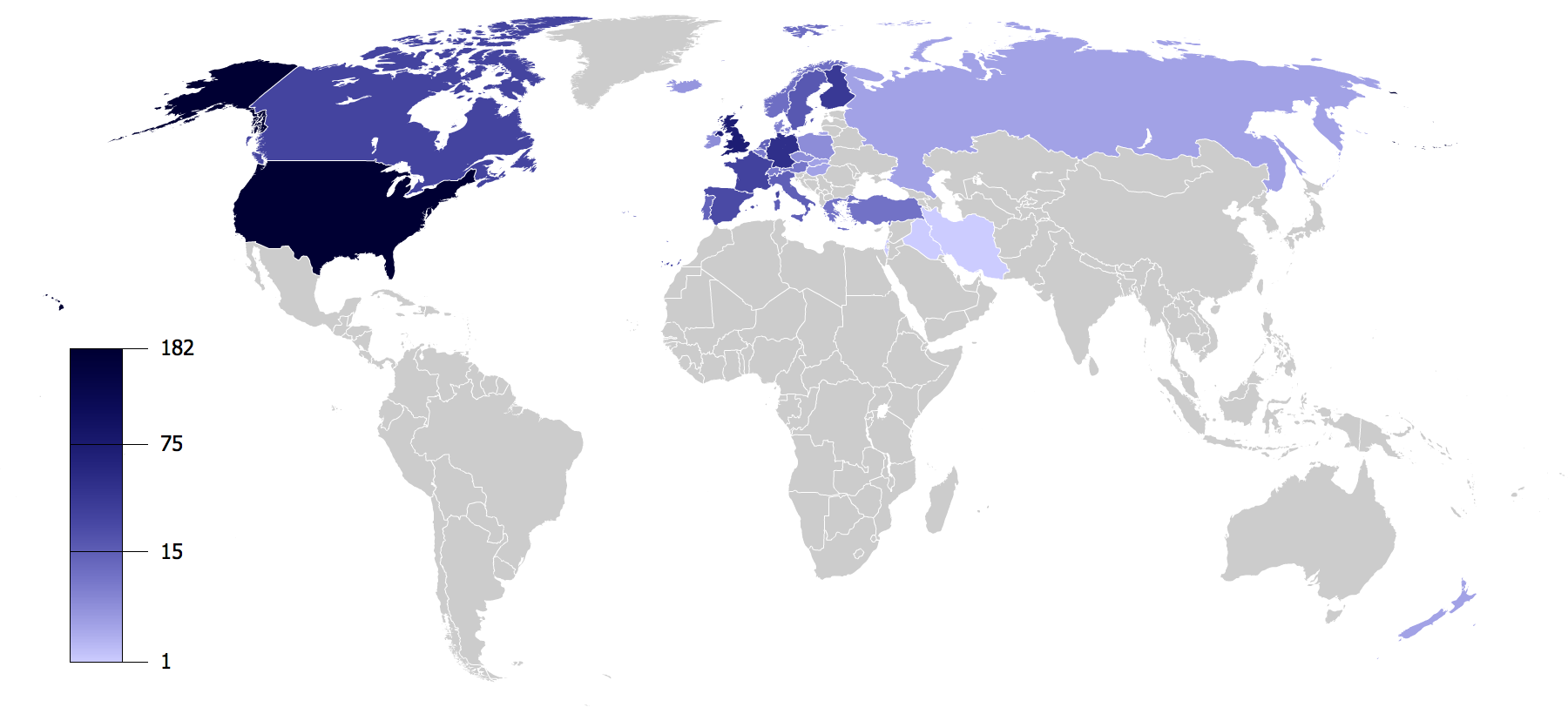
Страны, представители которых присутствовали хотя бы на одной конференции клуба

В число участников входят политические деятели, члены королевских семей, бизнесмены, эксперты в области промышленности и финансов, представители научных кругов и средств массовой информации, число которых составляет от 120 до 150 человек. Около двух третей участников являются европейцами, а остальные — американцы; одна треть — это представители политических структур, остальные — из других сфер деятельности. На заседаниях присутствовали главы государств, в том числе бывший король Испании Хуан Карлос I и бывшая королева Нидерландов Беатрикс.
Как сообщает энциклопедия «Британника», «конференция предоставляет неофициальную, непринуждённую обстановку, в условиях которой те, кто оказывает влияние на национальную политику и международные дела, могут поближе познакомиться друг с другом и обсудить общие проблемы без взятия обязательств. После каждой конференции готовится неофициальный отчёт о встрече, распространяемый исключительно среди прошлых и нынешних участников. В отчёте докладчики обозначены только по своей стране. Международный оргкомитет каждый год обычно отбирает разных делегатов».
Постоянными участниками Бильдербергского клуба являлись Генри Киссинджер, Дональд Рамсфельд, Алан Гринспен.

## Участие россиян
От Российской Федерации в разные годы на заседания приглашались Григорий Явлинский и Лилия Шевцова. Анатолий Чубайс посещал заседания дважды: с 14 по 17 мая 1998 года (заседание Бильдербергского клуба в Тернбэри, Шотландия) и в 2012 году. В 2011 году в работе клуба принимал участие Алексей Мордашов, глава ОАО «Северсталь». В 2015 году единственным россиянином, приглашённым на встречу, стал экономист Сергей Гуриев, с 2013 года живущий во Франции. В 2023 году в конференции приняли участие Андрей Колесников и Гарри Каспаров (оба признаны в России иностранными агентами).

## Ежегодные встречи

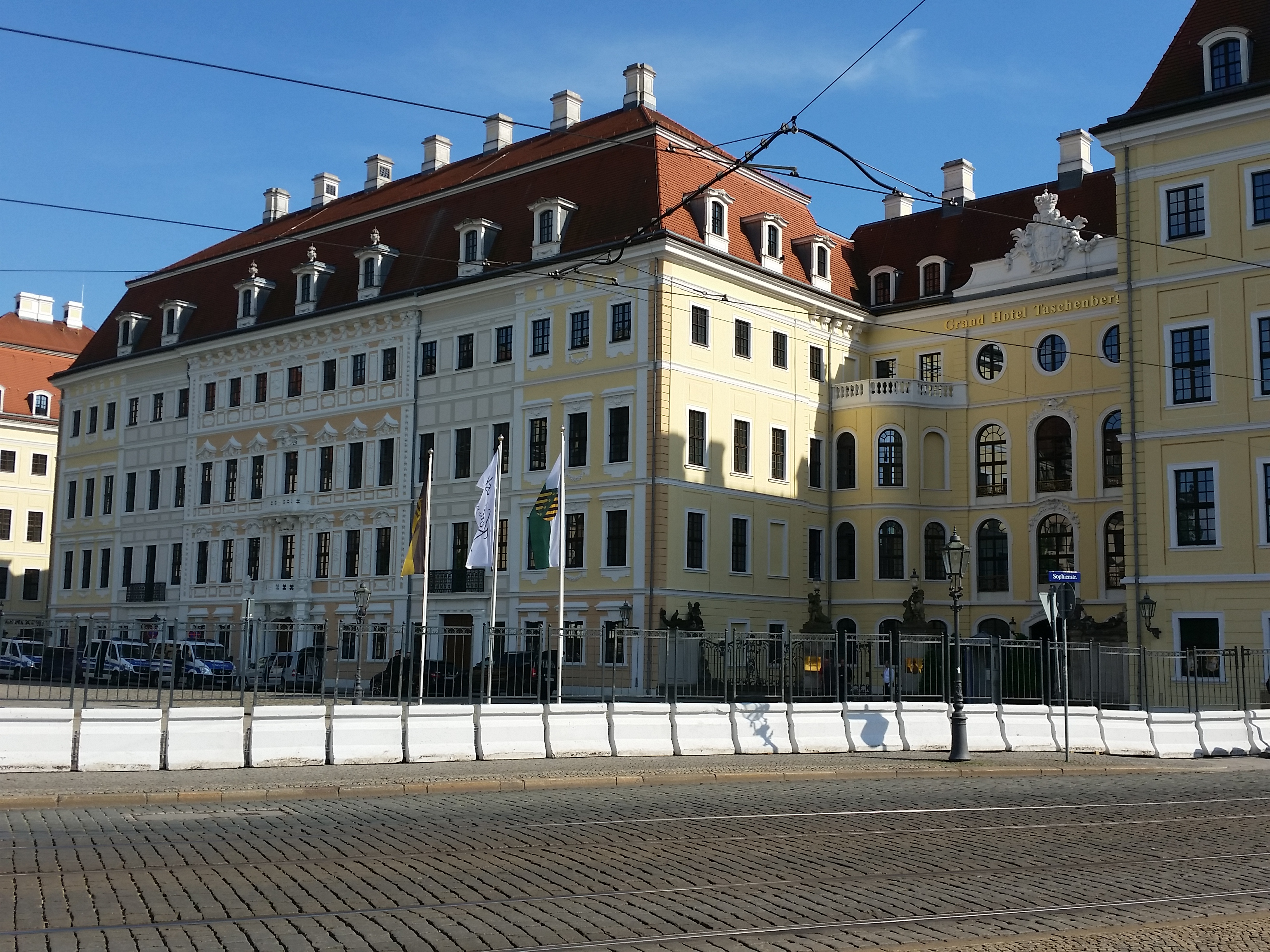
Дворец Ташенберг в Дрездене, место проведения встречи в 2016 году

- 13—15 мая 1954 — отель Бильдерберг, вблизи города Арнем, Нидерланды (первое совещание). Организатором встречи был Бернард Липпе-Бистерфельдский[17]. Одним из участников встречи был Дэвид Рокфеллер[22]
- 18—20 марта 1955 — Барбизон, Франция.
- 13—15 мая 1983 — Шато Монтебелло, муниципалитет Монтебелло, Квебек, Канада[24].
- 1991 — участие принимает Билл Клинтон[16]
- 1993 — участие принимает Тони Блэр[16]
- 14—17 мая 1998 — Тернбэри, Южный Эршир, Шотландия[19].
- 5—8 мая 2005 — Доринт Софитель Сихотел Юберфахрт, Роттах-Эгерн, Германия[25].
- 8—11 июня 2006 — Брукстрит Хотел, Канада, Оттава, Онтарио, Канада[26].
- 31 мая — 3 июня 2007 — Ritz-Carlton, Шишли, Стамбул, Турция[27].
- 5—8 июня 2008 года — Уэстфилд Марриотт, Чантилли, Виргиния, США[28][29].
- 14—17 мая 2009 — Астир Палац, Афины, Греция. Список гостей составлял 140 человек, среди которых Роберт Зеллик, Тимоти Гайтнер, Карл Бильдт, Жан-Клод Трише, Беатрикс[30].
- позднее в 2009 году — Замок в долине Герцогини, Брюссель, Бельгия[31][32].
- 3—7 июня 2010 — Сиджес, провинция Барселона, Испания[33].
- 9-12 июня 2011 — Санкт-Мориц, Швейцария[34].
- 31 мая — 3 июня 2012 — Чантилли, Виргиния, США[35].
- 6—9 июня 2013 — отель «Гроув», в пригороде Лондона, Великобритания (61-я встреча)[36].
- 29 мая — 1 июня 2014 — Copenhagen Marriott Hotel, Копенгаген, Дания (62-я встреча)[37][38].
- 11—14 июня 2015 — InterAlpen, Тельфс, Австрия (63-я встреча)[39]. Во встрече приняло участие 133 гостя, среди которых Джордж Осборн, Эд Боллз, Марк Рютте, Хайнц Фишер, Эрик Шмидт, Дэвид Петреус, Ален Жюппе, Ана Ботин и Беатрикс[17]
- 9—12 июня 2016 — дворец Ташенберг, Дрезден, Германия (64-я встреча)[40]. Среди гостей Вольфганг Шойбле, Урсула фон дер Ляйен и Кристин Лагард[41]
- 1—4 июня 2017 — Шантильи, Виргиния, США (65-я встреча)[42]. В заседании участвовали Уилбур Росс, Герберт Макмастер, Кристин Лагард, Цуй Тянькай[43]
- 7—10 июня 2018 — NH Torino Lingotto Congress, Турин, Италия (66-я встреча)[44]. Среди участников Джордж Осборн, Джаред Коэн, Джон Миклетвэйт[45]
- 30 мая — 2 июня 2019 — Montreux Palace, Монтрё, Швейцария (67-я встреча)[46]. Среди приглашенных: Джаред Кушнер, Сатья Наделла, Эрик Шмидт, Питер Тиль[16], а также Йенс Столтенберг и Урсула фон дер Ляйен[47]
- 2020, 2021 — встречи не состоялись из-за пандемии коронавируса
- 2—5 июня 2022 — отель «Mandarin Oriental», Вашингтон, США (68-я встреча)[48]
- 18—21 мая 2023 — отель «Pestana Palace», Лиссабон, Португалия (69-я встреча)[49]

## Конспирологические теории
Из-за секретности заседаний различные группы конспирологов (Алекс Джонс, Николай Стариков, Александр Дугин) часто заявляют, что клуб тайно управляет миром.
Тьерри Мейсан 15 марта 2011 года опубликовал в газете «Комсомольская правда» журналистское расследование, в котором утверждал, что за организацией «Бильдербергский клуб» стоит НАТО.
В конспирологических источниках часто упоминают отрывок из речи Дэвида Рокфеллера, предположительно сказанную им на заседании Бильдербергского клуба в Баден-Бадене, Германия, в 1991 году:

Мы благодарны The Washington Post, The New York Times, Time Magazine и другим крупным изданиям, чьи директора посещали наши встречи и уважали своё обещание сохранить конфиденциальность на протяжении почти сорока лет. Нам было бы невозможно разработать наш план для всего мира, если бы он был предан огласке в те годы. Но теперь мир стал сложнее и он готов идти к мировому правительству. Наднациональная верховная власть интеллектуальной элиты и банкиров мира, несомненно, более предпочтительна, чем национальное самоопределение, практиковавшееся в прошлые столетия.
Оригинальный текст (англ.)We are grateful to The Washington Post, The New York Times, Time Magazine and other great publications whose directors have attended our meetings and respected their promises of discretion for almost forty years. It would have been impossible for us to develop our plan for the world if we had been subject to the bright lights of publicity during those years. But, the world is now much more sophisticated and prepared to march towards a world government. The supranational sovereignty of an intellectual elite and world bankers is surely preferable to the national auto-determination practiced in past centuries.
— Jordan Maxwell. Matrix of Power: How the World Has Been Controlled by Powerful People Without Your Knowledge
Согласно журналистскому расследованию Чипа Берлета, основателем этой теории является праворадикальная американская активистка Филлис Шлэфли. В своём репортаже 1994 года «Правые строят глазки левым» (англ. Right Woos Left), опубликованном исследовательской группой Political Research Associates, он пишет:

Взгляды Фреда Шварца на непрошибаемый безбожный коммунизм стали главной сюжетной линией трёх других бестселлеров, которые использовали для поддержки президентской избирательной кампании Голдуотера в 1964 году. Самой известной среди них была книга Филлис Шлэфли «Выбор, а не эхо», излагавшая теорию заговора, согласно которой Республиканскую партию тайно контролирует группа интеллектуалов, преимущественно представителей Бильдербергского клуба, целью которых является подготовка к установлению всемирного коммунистического господства.
Оригинальный текст (англ.)The views on intractable godless communism expressed by Schwarz were central themes in three other bestselling books which were used to mobilize support for the 1964 Goldwater campaign. The best known was Phyllis Schlafly's A Choice, Not an Echo which suggested a conspiracy theory in which the Republican Party was secretly controlled by elitist intellectuals dominated by members of the Bilderberger group, whose policies would pave the way for global communist conquest.
— Chip Berlet. The New Right & The Secular Humanism Conspiracy Theory